# Mao (branche terrestre)
Pour les articles homonymes, voir Mao.
Mao (卯, pinyin : mǎo) est la quatrième branche terrestre du cycle sexagésimal chinois, précédée par yin et suivie par chen.
Dans l'astrologie chinoise, mao correspond au signe du lapin.  Dans la théorie des cinq éléments, mao est de l'élément bois, et dans la théorie du yin et du yang, du yin. En tant que point cardinal, mao représente l'est.
Le mois du mao correspond au 2e mois du calendrier lunaire chinois et l’heure du mao, ou « heure du lièvre » à la période allant de 5 à 7 h du matin.

## Combinaisons dans le calendrier sexagésimal
Dans le cycle sexagésimal chinois, la branche terrestre mao peut s'associer avec les tiges célestes ding, ji, xin, gui et yi pour former les combinaisons :
- Dingmao
- Jimao
- Xinmao
- Guimao
- Yimao